# Odontomyia tumida
Odontomyia tumida är en tvåvingeart som beskrevs av Banks 1926. Odontomyia tumida ingår i släktet Odontomyia och familjen vapenflugor. Inga underarter finns listade i Catalogue of Life.